# Estació de Cuenca - Fernando Zóbel
Cuenca - Fernando Zóbel és una estació de ferrocarril propietat d'Adif, situada a la ciutat castellana de Conca. L'estació va ser inaugurada l'any 2010 quan es va obrir la línia d'alta velocitat a Albacete i València. La posada en servei de l'alta velocitat va provocar el tancament de la línia de mitja distància entre València i Madrid, i la transformació en dues vies verdes: una per al tram Tarancón-Conca, i un altre per Conca-Utiel.